# Karmen Geï
Pour plus de détails, voir Fiche technique et Distribution.
Karmen Geï est un film dramatique réalisé par Joseph Gaï Ramaka en 2001. Entremêlant une multitude de thèmes dont l'amour passionnel et l'identité sexuelle, ce film défis les normes sociales de l'hétérosexualité en représentant des relations amoureuses et sexuelles qui sortent de la binarité Homme et femme. Ce film se détourne des normes conventionnelles qui limite la place de la femme dans une société totalement conservatrice et patriarcale qui est le Sénégal. Tout le long du film, la protagoniste Karmen exprime ses désirs et pulsions mixtes sans aucune honte et limite.

## Synopsis
Le film Karmen Geï est une adaptation libre de l'opéra Carmen de Georges Bizet, transposée dans le décor vibrant du Sénégal. Cette coproduction entre le Sénégal, la France et le Canada met en scène Karmen, une séduisante criminelle bisexuelle qui s'évade de prison pour relancer son réseau de contrebande. Dès les premiers instants, le film nous dévoile l'ambiguïté de la vie sexuelle de Karmen, qui entretient des relations multiples et complexes tant avec des hommes qu'avec des femmes. L'histoire débute dans une prison situé sur l'Île de Gorée, un symbole historique qui marque la tragédie de la traite négrière au dix-neuvième siècle. Au sein de cette prison, se trouve Karmen ainsi qu'une vingtaine d'autres femmes, qui passent une bonne partie de leur soirée à organiser des cercles de danses du Sabar. Cette danse est principalement pratiquée par des femmes, et leur permet d'exprimer audacieusement leur sensualité tandis que les percussionnistes de Djembés rythment leur mouvements. Au centre, Karmen danse de manière provocante sous le regard attentif des autres co-détenues . Le regard tourné vers la directrice de cette pénitence, Karmen établie une connexion électrique qui les entrainent à danser toutes les deux avec une sensualité palpable. Dans les scènes qui suivent, la dynamique entre Karmen et la directrice s'intensifie, les menant à partager des moments intimes dans une cellule, renforçant ainsi la representation de son attirance pour les femmes. Le film illustre également la richesses des relations de Karmen qui partage également des relations intimes dans d'autres scènes avec des Hommes. Ce qui témoigne de la bisexualité de l'héroïne, de la fluidité de son orientation sexuelle et de sa capacité a transcender les etiquettes sociales. Elle refuse de se conformer à une identité unique, tantôt séduisant des Hommes et à d'autres fois des femmes, ce qui atteste de la représentation de sa diversité sexuelle.

## Fiche technique
- Titre : Karmen Geï
- Réalisation : Joseph Gaï Ramaka
- Scénario : Joseph Gaï Ramaka d'après l'opéra Carmen de Georges Bizet
- Musique : Julien Jouga, David Murray et Doudou N'diaye Rose
- Photographie : Bertrand Chatry
- Montage : Hélène Girard
- Production : Richard Sadler
- Société de production : Arte France Cinéma, Canal+ Horizons, Euripide Productions, Film Tonic, Les Ateliers de l'Arche, Téléfilm Canada, UGC et Zagarianka Productions
- Pays :  Sénégal,  France et  Canada
- Genre : Film musical, romance et drame
- Durée : 86 minutes
- Dates de sortie : 
  -  France : 27 juin 2001

## Distribution
- Djeïnaba Diop Gaï : Karmen Geï
- Magaye Niang : Lamine Diop
- Stephanie Biddle : Angelique, le gouverneur de la prison
- Thierno Ndiaye Doss : le vieux Samba
- Dieynaba Niang : Ma Penda
- El Hadj Ndiaye : Massigi
- Aïssatou Diop : Majiguene

## Diffusion
Présenté pour la première fois à la Quinzaine des réalisateurs du Festival de Cannes 2001, a connu un parcours mouvementé. Acclamé à Dakar le 22 juillet 2001, le film s'est ensuite vu interdit de distribution au Sénégal à la suite de vives protestations par Frères musulmans, s'indignant de l'utilisation de chants mourides dans une scène clé, les ont qualifiés de « blasphématoires ».
Il a eu sa première canadienne en septembre, dans le cadre du programme Planet Africa au Festival international du film de Toronto en 2001.

## Réponse critique
Dennis Harvey de Variety a écrit que « en général, Karmen fonctionne mieux au niveau de l'atmosphère et des décors dynamiques et chaleureux qu'en tant que mélodrame d'action convaincant. L'explosion d'énergie initiale de Pic diminue, mais pas fatalement, une fois que l'histoire atteint la descente. Néanmoins, c'est toujours très amusant. Ni p'opera ni accordeur conventionnel, le package trouve de nombreuses façons d'intégrer de la musique qui va des percussions dynamiques aux cantiques, en passant par les « toasts » de proto-rap, les ballades au piano, l'afropop avec bande sonore et le jazz. pas de véritables « numéros de production », le seul dispositif non naturaliste étant l'utilisation soignée d'un récitatif choral mimé par un ensemble, qui propose des commentaires populistes en pov sur l'action pendant de nombreuses séquences.
Écrivant pour The Province, Chris Hewitt a estimé que "franchement, il n'y a pas une minute crédible dans Karmen Gei, qui est en français et en wolof, mais qu'importe ? C'est sexy, musclé et rapide d'une manière qui transcende la logique pour devenir quelque chose de merveilleux"

## Revues par des critiques
Le film Karmen Geï fait la critique du système de pouvoir patriarcale de la société africaine. Karmen par sa sexualité et ses actions défie l'ordre établi en incarnant une figure rebelle, ce qui marque le symbole de l'emancipation de la sexualité au sein du continent africain. De ce fait les identités sexuelles et de genre sont étroitement lié avec la notion du pouvoir car l'héroïne perturbe et rejette les normes sociales, ce qui fait d'elle une menace pour l'ordre social en place. Dans " Postcolonial African Cinema: From Political Engagement to postmodernism"(2007), Harrow met l'accent sur la capacité du Film Karmen Geï à briser les barrières du cinéma Africain classique en remettant en question ses conventions traditionnelles. En effet, l'auteur souligne que le film permet de démontrer que la Femme Africaine peut être maitre de son destin et peut façonner sa propre sexualité sans suivre ce que lui dicte la société. Harrow décrit le film comme le terrain de la diversité sexuelle et du genre et un symbole de la résistante de la sexualité restrictive en Afrique. Dans "Variant Sexualities and African Modernity in Joseph Gaye Ramaka's Karmen Geï" M'baye (2011), décrit Karmen Geï comme le lieu d'affrontement entre la modernité et les traditions au sein de la société sénégalaise. Ainsi le film dépeint la sexualité diverse de Karmen, tout en soulignant la tension entre l'acceptation et le rejet de ses identités non conventionnelles. Dans la même ligne de pensée Tcheuyap relève l'utilisation de stratégies visuelles du film pour évoquer le sexe de manière subtile sans tout montrer ouvertement. Ce qui offre a Karmen un espace qui lui permet de vivre pleinement sa sensualité en dehors du regard masculin hétéronormatif. Dans " She Who Creates Havoc Is Here : A Queer Bisexual Reading of sexuality, Dance and Social Critique in Karmen Geï", Stobie (2016) valorise le role de la danse comme un outil de resistance. Selon elle, Karmen utilise la danse comme manière d'exprimer sa liberté corporelle et sexuelle, il s'agit d'un langage qui lui permet d'interagir avec d'autres personnages tout genre confondu pour exprimer son refus de se conformer aux normes oppressives de la société sénégalaise. Comme les autres auteurs cités précédemment, Stobie pense que le film déconstruit les stereotypes de genre en célébrant la bisexualité de Karmen qui défie les attentantes monosexuelles dans le cinema Africain. Stobie utilise une approche intersectionnelle en combinant les théories féministes et queer et leur rapport au pouvoir dominant. Le titre de l'article de Stobie est issue d'une scene épique du film, dans laquelle Karmen est décrite par l'une des internés comme celle qui "attire les hommes" et qui "fait défaire aux femmes leurs pagnes", celle dont il est impératif de se méfier et de cacher "sa femme et son mari". Cette phrase permet de démontrer à quelle point Karmen par son pouvoir de charme et de séduction a la fois des Hommes et des Femmes menace les normes de la société patriarcale et hétérocentrée. Ainsi la citation "She who creates havoc is here" traduit par "celle qui fait des ravages est là", symbolise le pouvoir qu'elle a sur son entourage. Au sein de cette société rigide et représsive, Karmen parvient à transgresser les normes en se donnant la liberté d'exprimer sa bisexualité comme bon lui semble. Cependant des auteurs comme Migraine-George, Alexandre et Etoke argumentent que l'homosexualité est un concept occidental ce qui complique sa compréhension et la diversité des identités sexuelles en Afrique. Cette perspective, relève que toutes expressions sexuelles hors norme de la culture traditionnelle Africaine peut être perçu comme étant étrange, ce qui peut causer la hausse des stereotype et minimiser la complexité de la diversité sexuelle.

## Prix
Hélène Girard a reçu une nomination aux  Jutra du meilleur montage lors de la 5e édition des Jutra en 2003.